# Phyllanthus goniostemon
Phyllanthus goniostemon är en emblikaväxtart som beskrevs av Radcl.-sm.. Phyllanthus goniostemon ingår i släktet Phyllanthus och familjen emblikaväxter.
Artens utbredningsområde är Uganda. Inga underarter finns listade i Catalogue of Life.